# Полист
Полист (рус. Полисть) река је на северозападу европског дела Руске Федерације. Протиче преко територија Псковске и Новгородске области. Лева је притока реке Ловат, те део басена реке Неве и Балтичког мора.
Река Полист свој ток започиње као отока језера Полисто (површине 30,6 km²) на западу Бежаничког рејона Псковске области. Готово целом дужином свога тока тече у смеру северозапада. Укупна дужина водотока је 176 km, а површина сливног подручја 3.630 km². Просечан проток воде у зони ушћа је око 22 m³/s.
У горњем делу тока Полист протиче кроз мочварно подручје, и ту су његове обале ниске и замочварене, док ширина реке не прелази 20 метара. Карактеристике реке су значајно мењају у средњем делу тока где обале постају знатно више и обрасле шумама, брзина тока је већа, а бројни су брзаци и спрудови у кориту (у дужини од готово 80 km). Највећи брзаци налазе се код села Бракловици. Након што прими реке Снежу и Холињу Полист постаје типична равничарска река спорог тока ширине између 30 и 40 метара. Код Стараје Русе која је уједно и најважније градско насеље на њеним обалама прима своју највећу притоку, реку Порусју.
Улива се у реку Ловат у јужном делу Прииљмењске низије, свега неколико километара узводно од њеног ушћа у језеро Иљмењ.
Према легенди, име реци је према својој жени Полини дао древни праотац свих Руса књаз Рус.